# Apophis
Pour les articles homonymes, voir Apophis (homonymie) et Apep.
 (septembre 2023).
Apophis (en grec ancien : Άπωφις ou Άποφις, ou Apopis ou Apofis, en égyptien : Apep ou Apepi ou Aapep ou Aapef) est un dieu de la mythologie égyptienne des forces mauvaises et de la nuit, personnification du chaos, du mal, de l'obscurité, cherchant à anéantir la création divine. Son nom Aapep ou Aapef (en égyptien ancien) signifiait « géant » ou « serpent géant ».

## Représentation

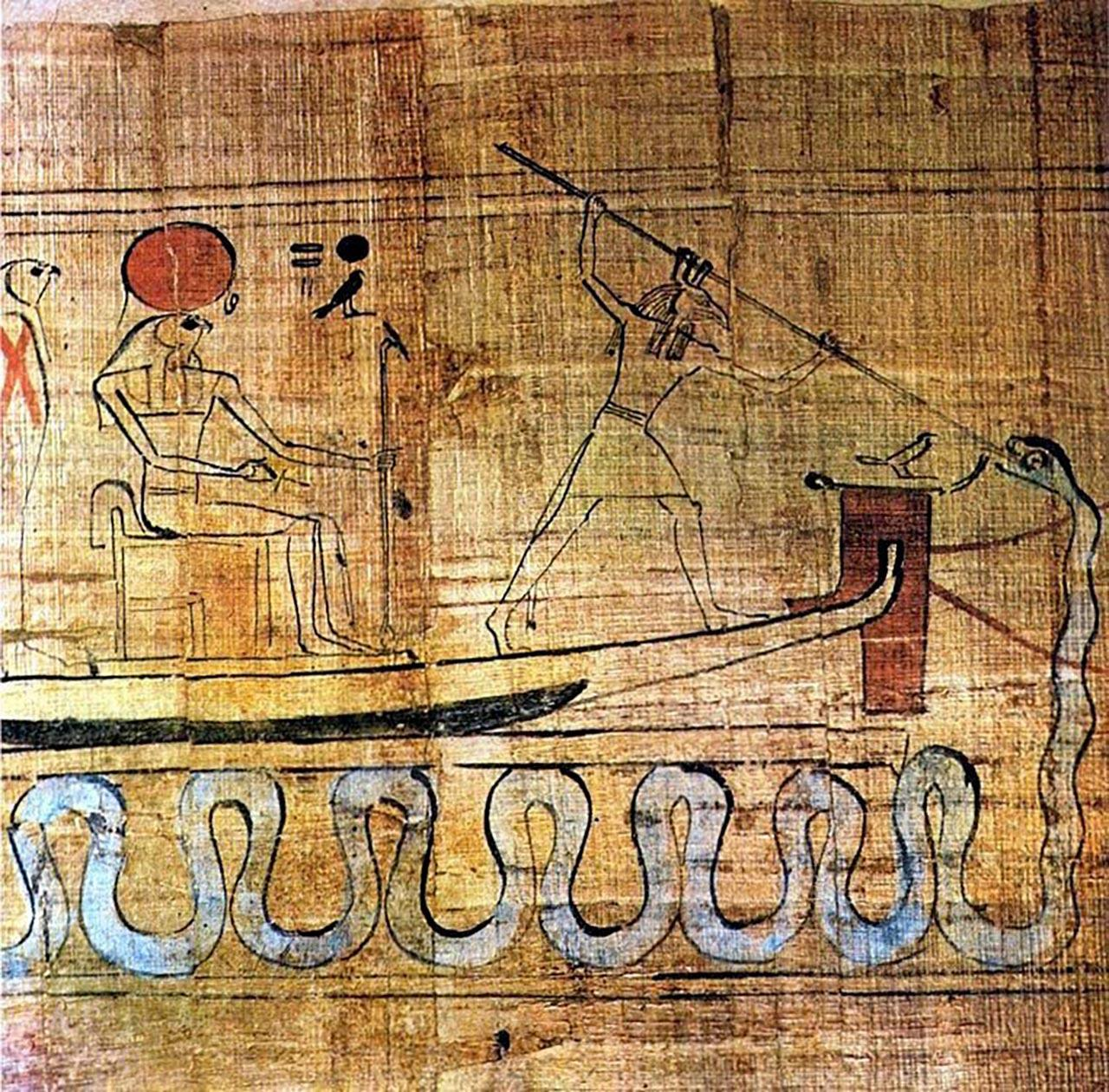
Seth en train de défendre la barque divine contre Apep. Musée égyptien, Le Caire

Apophis est représenté comme un grand serpent, le plus souvent avec une taille gigantesque et surnaturelle. Dans la plupart des représentations il est soumis, battu ou tué, pour représenter le triomphe du bien. Une des représentations les plus courantes est celle que l'on peut trouver dans le  Livre des Morts. Le chat de Rê, personnification de la déesse Bastet, aussi appelé chat d'Héliopolis, tue et mutile le serpent avec un couteau. Dans certaines scènes dans des temples, le roi ou le pharaon lors de la bataille est représenté avec un objet rond qui symbolise l'œil d'Apophis.
Il s'attaque quotidiennement à la barque de Rê voguant sur le Noun, afin de mettre fin au processus de la création, mais il est chaque fois vaincu. Chaque lever du soleil marquait ainsi la victoire de Rê sur Apophis.
Rê était aidé pour repousser Apophis par d'autres divinités : Seth était désigné par Rê pour défendre la barque divine à l'aide d'un harpon, Isis, à l'avant de la barque solaire, utilisait ses pouvoirs pour priver Apophis de ses sens dans le but de le désorienter, ce qui permettait au chat de Rê, personnification de la déesse Bastet, de décapiter le serpent. Dans des rites destinés à repousser Apophis et les autres puissances nuisibles, des petites figurines sur lesquelles était gravé le nom d'Apophis étaient jetées au feu. On trouve fréquemment des images d'Apophis ligoté et transpercé de flèches.
Il est possible[Interprétation personnelle ?] que ce soit l'explication[Laquelle ?] qu'ont trouvée les Égyptiens de l'Antiquité pour expliquer les phénomènes d'éclipse de soleil qui représentaient autant de combats momentanément perdus par le dieu Rê.

## Dans la culture populaire
- La série télévisée Stargate SG-1 fait d'Apophis un puissant Goa'uld, antagoniste récurrent des Terriens.
- Il apparaît dans le film Gods of Egypt de 2016 où il est combattu éternellement par le dieu Râ.
- Il est le principal antagoniste de la saison 3 de Flynn Carson et les Nouveaux Aventuriers.
- La série télévisée Les Nouvelles Aventures de Sabrina diffusé sur Netflix, où Apophis est un démon qui possède Jesse l'oncle de l'amie de Sabrina, son ancienne prison est une stèle représentant un serpent.
- Il est l'antagoniste principal dans la série de romans Les Chroniques de Kane de Rick Riordan.
- Dans le jeu vidéo Rage, l'astéroïde qui percute la Terre est nommé Apophis.
- Il apparaît aussi dans le jeu vidéo Assassin's Creed Origins sortie en 2017 sous sa forme de serpent géant attaquant la barque du héros.
- Il apparaît dans le jeu vidéo Smite, où il constitue un boss de jungle sur la carte du mode Conflit.
- Dans le jeu de cartes à collectionner Yu-Gi-Oh!, une carte Piège dont l'illustration montre une créature mi-femme mi-serpent se nomme « L'Incarnation d'Apophis ».
- Il est utilisé par le musicien platiniste et producteur français Brodinski pour titrer l'un des morceaux de la mixtape Old Nick (99942 Apophis).
- Dans la série télévisée Théodosia (en) adaptation des livres de Robin LaFevers (en) diffusée en 2022, dans la saison 1 « Les serpents du chaos », Théodosia dotée de pouvoirs magiques combat les forces maléfiques d'Apep.
- Dans le manga Im: Great Priest Imhotep de Makoto Morishita, Apophis est le fardeau de l'humanité que l'Ennéade a scellé aux enfers.
- Dans le jeu vidéo Genshin Impact, Apep est une entité primordiale prenant la forme d'un immense serpent qui cherche à se venger des dieux s'étant emparé de son pouvoir.

## Honneur
L'astéroïde (99942) Apophis porte son nom. Le système stellaire 2XMM J160050.7−514245 est nommé officieusement Apep.